# Windows Genuine Advantage
Windows Genuine Advantage (WGA) — це ініціатива корпорації Microsoft, що примушує користувачів операційної системи Microsoft Windows підтвердити достовірність їхні копій програмного забезпечення (наприклад Microsoft Windows, Microsoft Office) для отримання доступу до деяких служб, таких як Windows Update і можливості використання великої кількості безкоштовних програм і інструментів з Microsoft Download Center. 
З липня 2006 використання Windows Genuine Advantage є обов'язковим для отримання доступу до вказаних служб. Корпорація Microsoft піддавалася критиці за те, що видавала оновлення,  що містять WGA, за критично важливі, коли насправді воно містило багато ознак вірусу різновиду «бомба з годинниковим механізмом» і шпигунського програмного забезпечення (Spyware).